# تمما نومورا
تمما نومورا (ژاپنی: 野村 天真؛ زادهٔ ۲۷ ژوئن ۲۰۰۱) یک بازیکن فوتبال اهل ژاپن است.
از باشگاه‌هایی که در آن بازی کرده‌است می‌توان به باشگاه فوتبال سرزو اوساکا اشاره کرد.